# Carlton Davis
Carlton Davis III (geboren am 31. Dezember 1996 in Miami, Florida) ist ein US-amerikanischer American-Football-Spieler auf der Position des Cornerbacks. Er spielte College Football für die Auburn University und steht seit 2025 bei den New England Patriots in der National Football League (NFL) unter Vertrag. Zuvor spielte Davis sechs Jahre lang bei den Tampa Bay Buccaneers und gewann mit ihnen den Super Bowl LV. Anschließend spielte Davis auch für die Detroit Lions.

## College
Davis wurde in Miami geboren und ging dort auf die Miami Norland Senior High School. Ab 2015 ging er auf die Auburn University und spielte dort drei Jahre lang als Stammspieler auf der Position des Cornerbacks. Insgesamt bestritt er 38 Spiele für die Auburn Tigers, davon 32 von Beginn an. In der Saison 2017, seinem letzten Jahr am College, wurde er in das All-Star-Team der Southeastern Conference (SEC) gewählt. Am 3. Januar 2018 gab Davis seine Anmeldung für den NFL Draft bekannt.

## NFL
Davis wurde im NFL Draft 2018 in der zweiten Runde an 63. Stelle von den Tampa Bay Buccaneers ausgewählt. Als Rookie stand Davis in zwölf Spielen von Beginn an auf dem Feld, dabei konnte er vier Pässe verteidigen. In seiner zweiten Spielzeit in der NFL gelang Davis seine erste Interception, darüber hinaus konnte er 19 gegnerische Pässe verhindern. 
Vor der Saison 2020 wechselte Davis seine Trikotnummer. Nachdem er zuvor die Nummer 33 getragen hatte, verwendete er ab 2020 zu Ehren des bei einem Unfall ums Leben gekommenen Basketballspielers Kobe Bryant die Nummer 24. Davis konnte 2020 in 14 Spielen vier gegnerische Pässe abfangen und 18 Pässe verteidigen. Die Buccaneers zogen in dieser Saison in den Super Bowl LV ein, den sie mit 31:9 gegen die Kansas City Chiefs gewannen. In der Saison 2021 verpasste Davis sieben Partien wegen einer Oberschenkelverletzung. Nach der Saison verlängerte er am 16. März 2022 seinen Vertrag für 45 Millionen US-Dollar um drei Jahre. In der Saison 2023 fehlte Davis verletzungsbedingt in fünf Spielen.
Im März 2024 gaben die Buccaneers im Austausch gegen einen Drittrundenpick 2024 Davis und einen Sechstrundenpick 2024 sowie einen Sechstrundenpick 2025 an die Detroit Lions ab. Er wehrte in der Saison 2024 elf Pässe ab und ließ nur 49,3 % vollständige Pässe zu, wenn er der zuständige Verteidiger war. Die letzten drei Spiele der Regular Season sowie die Play-offs verpasste Davis wegen einer Kieferfraktur.
Zur Saison 2025 unterschrieb Davis im März 2025 einen Dreijahresvertrag im Wert von 60 Millionen US-Dollar bei den New England Patriots.

### NFL-Statistiken
| Saison                             | Saison | Spiele | Spiele      | Tackles | Tackles | Tackles | Tackles | Interceptions | Interceptions | Interceptions | Interceptions | Interceptions | Fumbles | Fumbles | Fumbles |
| Jahr                               | Team   | Spiele | als Starter | Gesamt  | Solo    | Ast     | Sacks   | PD            | INT           | Yds           | Lng           | TD            | FF      | FR      | TD      |
| ---------------------------------- | ------ | ------ | ----------- | ------- | ------- | ------- | ------- | ------------- | ------------- | ------------- | ------------- | ------------- | ------- | ------- | ------- |
| 2018                               | TB     | 13     | 12          | 40      | 36      | 4       | 0,0     | 4             | 0             | 0             | 0             | 0             | 1       | 1       | 0       |
| 2019                               | TB     | 14     | 14          | 60      | 54      | 6       | 0,0     | 19            | 1             | 0             | 0             | 0             | 1       | 1       | 0       |
| 2020                               | TB     | 14     | 14          | 68      | 52      | 16      | 0,0     | 18            | 4             | 42            | 34            | 0             | 0       | 0       | 0       |
| 2021                               | TB     | 10     | 10          | 39      | 33      | 6       | 0,0     | 11            | 1             | 25            | 25            | 0             | 0       | 1       | 0       |
| 2022                               | TB     | 13     | 13          | 65      | 53      | 12      | 0,0     | 12            | 1             | 0             | 0             | 0             | 1       | 1       | 0       |
| 2023                               | TB     | 12     | 12          | 52      | 40      | 12      | 0,0     | 9             | 2             | 3             | 3             | 0             | 0       | 0       | 0       |
| 2024                               | DET    | 13     | 13          | 56      | 42      | 14      | 0,0     | 11            | 2             | 0             | 0             | 0             | 1       | 2       | 0       |
| Gesamt                             | Gesamt | 89     | 88          | 380     | 310     | 70      | 0,0     | 84            | 11            | 70            | 34            | 0             | 4       | 6       | 0       |
| Quelle: pro-football-reference.com |        |        |             |         |         |         |         |               |               |               |               |               |         |         |         |